# Dmitri Ignatiev
Pour les articles homonymes, voir Ignatiev.
Dmitri Ignatiev (russe : Дмитрий Игнатьев), né le 27 juin 1988 à Tcheboksary, est un coureur cycliste russe. Son frère Mikhail est coureur cycliste dans l'équipe Katusha.

## Palmarès

### Palmarès sur route
- 2008
  - 1re étape du Tour de Palencia
  - 2e du Tour de Palencia
- 2009
  - Classement général du Tour de la Bidassoa
- 2010
  - 3e du Duo normand (avec Nikita Novikov)
- 2011
  - 1re étape du Grand Prix d'Adyguée (contre-la-montre)
- 2014
  - 1re et 4e (contre-la-montre) étapes du Tour des Pays de Savoie
  - 2e étape du Tour Alsace
  - 5e étape du Tour du Caucase (contre-la-montre)
  - 2e du Tour des Pays de Savoie

### Classements mondiaux
| Année           | 2007   | 2008 | 2009 | 2010 | 2011 | 2012 | 2013 | 2014 |
| --------------- | ------ | ---- | ---- | ---- | ---- | ---- | ---- | ---- |
| UCI Europe Tour | 1 447e | 665e | 580e | 862e | 371e |      |      | 150e |